# Bumerang (film 1947)
Bumerang (ang. Boomerang!) – amerykański dramat sądowy z 1947 roku w reżyserii Elii Kazana, zrealizowany na podstawie powieści Fultona Ourslera pod tym samym tytułem.

## Obsada
- Dana Andrews
- Jane Wyatt
- Lee J. Cobb
- Cara Williams
- Arthur Kennedy
- Sam Levene
- Taylor Holmes
- Robert Keith
- Ed Begley

## Nagrody i nominacje
| Nazwa nagrody | Wygrane            | Nominacje                                  |
| ------------- | ------------------ | ------------------------------------------ |
| Złota Palma   | 1947 bez rezultatu | 1947 Udział w konkursie głównym Elia Kazan |

| Nazwa nagrody | Wygrane            | Nominacje                                |
| ------------- | ------------------ | ---------------------------------------- |
| Oscar         | 1948 bez rezultatu | 1948 Najlepszy scenariusz Richard Murphy |